# Slabinja
Slabinja is een plaats in de gemeente Hrvatska Dubica in de Kroatische provincie Sisak-Moslavina. De plaats telt 317 inwoners (2001).